# Dick Joyce
Richard John „Dick” Joyce (ur. 1 maja 1946 w Wellington) – nowozelandzki wioślarz, dwukrotny złoty medalista olimpijski.

## Kariera
Wystąpił na igrzyskach olimpijskich w Meksyku w 1968, gdzie osada Nowej Zelandii w składzie: Dick Joyce, Dudley Storey, Ross Collinge, Warren Cole i Simon Dickie (sternik) zdobyła złoty medal w czwórkach ze sternikiem. W wyścigu finałowym o 2,58 sekundy wyprzedzili osadę NRD i a o 3,42 sekundy osadę Szwajcarii. Był to pierwszy złoty medal dla Nowej Zelandii w wioślarstwie. Na rozgrywanych cztery lata później igrzyskach olimpijskich w Monachium startował w ósemkach. Tony Hurt, Wybo Veldman, Dick Joyce, John Hunter, Lew Wilson, Joe Earl, Trevor Coker, Gary Robertson i Simon Dickie zdobyli złoty medal, wyprzedzając osadę USA o 2,67 sekundy i osadę NRD o 2,73 sekundy.
W ósemkach zdobył również brązowy medal na mistrzostwach świata w St. Catharines (1970) oraz złoty na mistrzostwach Europy w Kopenhadze (1971).
Po igrzyskach w Monachium zakończył międzynarodową karierę. Kształcił się na Uniwersytecie Canterbury, uzyskując dyplom z inżynierii. Od 1972 pracował jako inżynier, początkowo dla New Zealand Railways. Pracował także jako trener wioślarstwa. Był zaangażowany w organizację odbywających się w Nowej Zelandii Mistrzostw Świata w Wioślarstwie 1978 i Mistrzostw Świata w Wioślarstwie 2010. Był jednym z pierwszych członków Nowozelandzkiej Galerii Sław Sportu. Pełnił również funkcję prezydenta Wellington Rowing Club. W latach 1971-1972 był wybierany sportowcem roku w Nowej Zelandii (razem z całą osadą ósemki).